# 1141 Bohmia
1141 Bohmia è un asteroide della fascia principale del diametro medio di circa 9,5 km. Scoperto nel 1930, presenta un'orbita caratterizzata da un semiasse maggiore pari a 2,2710562 UA e da un'eccentricità di 0,1645662, inclinata di 4,27578° rispetto all'eclittica.
L'asteroide è dedicato alla memoria di Katharina Bohm Walts, benefattrice che donò il telescopio da 72 centimetri dell'osservatorio di Heidelberg.